# Георгиос Скалидис
Георгиос Е. Скалидис (на гръцки: Γεώργιος Σκαλίδης) е гръцки революционер, деец на гръцката въоръжена пропаганда в Македония от началото на XX век.

## Биография
Скалидис е роден в Елос. Присъединява се към гръцката пропаганда в Македония и според списъка на Константинос Мазаракис е цивилен организатор. Организира чета от 40 души заедно с Евангелос Николудис и през 1905 година я ръководи в района между Мариово и Каймакчалан.
През март 1906 година при село Ивени четата му влиза в сражение с турски аскер, при което един четник е заловен, а другите са убити в сражението: местните гъркомани Йован Кормузис, Трайкос Совиче, Николаос Караниколас, Стойко Митре, Георгиос Христу, Стоян Злате и Димитриос Цицирас; критяните: Антониос Бунтуракис, Михаил Хадзидакис, Константинос Крокидис и Георгиос Сарафакис; от Гърция: Йоанис Дембарис, Василеос Костопулос и Димитриос Мандорос, както и малоазиецът Йоанис Йоанидис. Според други данни е убит в 1907 година в Мариово. Според трети източник загива в сражение с турци в Горничево, предаден от местните българи.
- Скалидис и Евангелос Николудис
- Скалидис и Анастасиос Алванос от Хрупища
- Оцелелият четник на Скалидис – Емануил Манинакис
- Диплома на Скалидис за участие в Македонската борба, 1926